# 中国保险汽车安全指数
中国保险汽车安全指数（英語：China Insurance Automotive Safety Index，简称“C-IASI”或“IASI”）是中国大陆地区一套通过碰撞测试考察汽车产品碰撞安全性能的评价体系。其建立者为中保研汽车技术研究院有限公司（CIRI Auto Technology Institute，简称“中保研”，英文缩写“CIRI”），所以说IASI是一家由中国保险公司出资组建的体系（类似于美国IIHS），同样的与理赔挂勾的评分自然相对严苛且更有公信力。

## 背景
2015年3月，中国保险行业协会牵头發起，由中国大陆保险行业内前八家财产保险公司与精友世纪公司共同出资，入股改制原“北京中保研汽车技术研究院”，组建了“中保研汽车技术研究院有限公司（CIRI）”，总部设在北京。中保研建立了“中国保险汽车安全指数（C-IASI）”评价体系及其对应的撞击测试，且是RCAR目前在中国唯一的正式会员单位。

## 评价体系

### 测试车
IASI的测试车由CIRI自行从市面上购买（与美国IIHS一致），一般购买该车型的最低配版本。接受车厂送检，但为了不影响评测的公正性，送检测试车一样由CIRI自行从市面上购买，车厂报销购买费用。
| - 耐撞性与维修经济性指数 - 低速结构碰撞 - 车内乘员安全指数 - 正面25%偏置碰撞 - 侧面碰撞 - 车顶强度 - 座椅/头枕 - 车外行人安全指数 - 行人保护 - 车辆辅助安全指数 - FCW/AEB | - G：优秀（Good） - A：良好（Acceptable） - M：一般（Marginal） - P：较差（Poor） |

## 与C-NCAP的关系
2006年建立的中国新车评价规程（C-NCAP）相比相比中国保险汽车安全指数（C-IASI），是中国大陆更早通过碰撞测试考察汽车产品碰撞安全性能的评价体系。但C-IASI执行RCAR标准，会评估车型在低速碰撞下的“耐撞性与维修经济性指数”，评估结果最终会用于制定对应车型的保险费率，而C-NCAP无此项评估项目。2021版更新前，C-NCAP使用2018版评价规程，其中“正面偏置碰撞”测试项的偏置率是40%，而C-IASI同个测试项的偏置率是25%，条件更为严苛；C-NCAP使用车企送检车辆，而C-IASI使用市场自购车辆测试。因而中国新车评价规程（C-NCAP）一度被称为“五星批发部”。
| 评估/测试项            | C-IASI | C-NCAP | IIHS |
| ---------------------- | ------ | ------ | ---- |
| 耐撞性与维修经济性指数 | 有     | 无     | 有   |
| 正面25%偏置碰撞        | 有     | 无     | 有   |
| 正面40%偏置碰撞        | 无     | 有     | 有   |

## 事件

### 上汽大众帕萨特撞击测试事件
2019年12月24日，中保研公布了上汽大众新款帕萨特（SVW71423CT）的C-IASI撞击测试结果。在“正面25%偏置碰撞”中，测试车出现A柱几近断裂、驾驶位正面安全气囊偏离等情况
，最终创下C-IASI撞击测试史上最差成绩，舆论哗然。此后，帕萨特掉出中国大陆2020年1月份轿车零售量前15名榜单。
因2019款碰撞成绩太差，严重影响帕萨特车型以及上汽大众其余车型的销量，上汽大众不得不针对帕萨特安全性进行加强。
2020年8月，中保研收到了上汽大众的自愿重新测试申请，检测选用2020年4月新上市的2020款280TSI商务版车型进行测试，测试结果于2020年12月2日发布，报告显示帕萨特2020款车型获得耐撞性与维修经济性A（良好），其余成绩全G（优秀）的成绩。

### 广汽本田皓影撞击测试事件
2020年6月12日，中保研公布了广汽本田皓影（GHA6460RAC6A）的C-IASI撞击测试的多段录像。在“正面25%偏置碰撞”项目的录像中，测试车出现A柱几近断裂。19日，C-IASI网站出现了广汽本田皓影的评估成绩，该车型“正面25%偏置碰撞”项目获得的评价为A（良好），引起了巨大争议，但该成绩页面不久后就被删除（撤稿）。20日，中保研发布公告称有撞击测试结果及数据“被盗”，网传的评估成绩“并非本公司所公布”，并已报警。
争议数据被撤回引起了公众对中保研及C-IASI公正性的质疑。截至9月30日，中保研CIRI未就本次事件再作发言，也未再公布皓影的评估成绩。截至10月1日，中保研在哔哩哔哩的官方账号删除了除皓影和特斯拉以外所有车型的碰撞测试视频。
12月2日，中保研召开新闻发布会发布了包括广汽本田皓影（GHA6460RAC6A）在内的五款车型的测评结果，其中对广汽本田皓影的碰撞测试成绩与此前泄露的成绩数据一致，官方解释称该事件本身热度高，不愿因为此事浪费公共资源；事件暴露了其内部流程问题，当时应在事件发生后发布皓影的成绩，并直接回答被盗信息是真还是假，而不是仅声明信息被盗；未来将优化内部流程规范。
汽车之家分析指出，中保研与广汽本田之间的股权关联微不足道，利益冲突理由不充分；相关测试标准在评价“正面25%偏置碰撞”与“车内乘员安全”项目在车辆结构方面考察整体侵入量大小，在车内乘员空间没有受到明显挤迫情况下受A柱断裂影响有限，仍能取得A（良好）或G（优秀）：测试广汽本田皓影（GHA6460RAC6A）车型在高强度钢用料比例低于同款日、美版，同时在C-IASI测试的数十款车型市场中成绩绝非垫底：其可能在正面25%偏置碰撞中确实表现不佳，但恰恰总体缺陷点加起来就是没有超过9个，恰好满足A（良好）评价要求，同时侧面碰撞拿到A，车顶强度和座椅/头枕拿到G，获得总评G。分析设想了测试车辆A、B柱全部彻底折断时，仍可能满足车内乘员安全成绩达到G（优秀），认为中保研C-IASI测试的总体评价规则不合理需改进，且在负面危机应对时的严重缺乏经验。